# 193

## Evenimente
- 28 martie: Garda Pretoriană îl ucide pe împăratul roman Pertinax.
- 9 aprilie: generalul roman Septimius Severus este încoronat Împărat Roman.

## Decese
- 28 martie: Pertinax, împărat roman (n. 126)
- 1 iunie: Didius Iulianus, împărat roman (n. 133)